# 平井新
平井 新（ひらい あらた、1899年9月10日 - 2000年3月9日）は、日本の社会思想史学者。慶應義塾大学経済学部長・大学院経済学研究科委員長・名誉教授・野球部長。福岡市出身
。

## 学歴・研究歴
- 1917年3月 福岡県立中学修猷館卒業[1]
- 1923年3月 慶應義塾大学経済学部卒業
- 1924年4月 慶應義塾大学図書館司書
- 1925年4月 慶應義塾高等部教員を兼任
- 1933年4月-1934年3月 慶應義塾留学生として、1年間ヨーロッパ各国に留学
- 1941年12月 慶應義塾体育会日吉寄宿舎主任（兼任）
- 1942年3月 同蹴球部長（兼任）
- 1942年8月 同野球部長（兼任）
- 1945年4月 慶應義塾大学経済学部教授
- 1945年8月 慶應義塾体育会日吉寄宿舎主任・同蹴球部長・同野球部長辞任
- 1955年10月 慶應義塾大学学生部長（兼任） 義塾賞受賞「社会思想及び社会思想史の研究」
- 1956年12月 経済学博士（慶應義塾大学、学位論文『バブーフの研究 』）
- 1963年10月-1965年9月 同経済学部長、及び大学院経済学研究科委員長
- 1969年3月 慶應義塾退職、4月慶應義塾大学名誉教授

一方で、1947年4月、早稲田大学法学部講師、1949年4月、東京都立大学人文学部講師、1968年4月、防衛大学校講師も兼務している。

## 出陣学徒壮行早慶戦
太平洋戦争の敗色が濃くなった1943年秋、慶應義塾大学野球部主将阪井盛一は、野球部長であった平井新に、生きて帰ることが叶わないかもしれない学徒出陣を前に、早慶戦を開催することを申し出た。平井はこれを受け入れ、学生時代からの師でもある慶應義塾塾長小泉信三にこれを進言し、小泉はこれを快諾した。平井と阪井は、東京六大学野球連盟理事の早稲田大学野球部顧問飛田穂洲を訪れ、早慶戦を行うことを申し入れた。早大野球部は大いに喜んだが、早大当局は、敵国アメリカ生まれの野球に対し圧力を強める軍部や文部省からの弾圧を懸念して難色を示したため、平井は試合当日までに及ぶ厳しい交渉を行うこととなった。そして、1943年10月16日、早大の戸塚球場において、「出陣学徒壮行早慶戦」が行われた。第二次世界大戦期間におけるアマチュア野球最後の試合として知られ、別名を「最後の早慶戦」という。

## 演じた俳優
- 仲谷昇 － 『英霊たちの応援歌 最後の早慶戦』（映画） 1979年、東宝
- 三波豊和[3] － 『ラストゲーム 最後の早慶戦』（映画） 2008年、シネカノン、（「平井政明」として）

## 著書
- 『社会思想史研究』（塙書房、1960年）
- 『近代フランス社会主義の潮流』（慶友社、1960年）